# Tomoplagia cressoni
Tomoplagia cressoni är en tvåvingeart som beskrevs av Aczel 1955. Tomoplagia cressoni ingår i släktet Tomoplagia och familjen borrflugor. Inga underarter finns listade i Catalogue of Life.